# What Is Love? (Howard-Jones-Lied)
What Is Love? ist ein Popsong, der im November 1983 vom britischen Musiker Howard Jones veröffentlicht wurde und auch auf dessen Album Human’s Lib erschien.

## Musik und Text
Es handelt sich um einen Midtempo-Synthie-Pop-Song mit Anklängen an die New Wave. Im Songtext stellt der Sänger die Frage nach der Liebe: „What is love anyway, does anybody love anybody anyway?“ („Was ist überhaupt Liebe, liebt überhaupt jemand jemand anderes?“)

## Entstehung
Jones schrieb den Song gemeinsam mit Bill Bryant, produziert wurde er gemeinsam mit Rupert Hine für das Nummer-eins-Album Human’s Lib. Ursprünglich hieß der Song nur Love? und war auf dem fünf Titel umfassenden Demotape enthalten, das Jones 1982 aufnahm. Zu dieser Zeit verwendete Jones das Motiv des Fragezeichens häufiger, etwa hinter seinem Namen auf Postern.

## Veröffentlichung und Rezeption
Die Single erschien laut Einblendung in Jones’ offiziellem Musikvideo am 26. November 1983, andere Quellen geben bereits den 18. November 1983 an. Sie erreichte Platz zwei der britischen, Platz sechs der deutschen, Platz 24 der Schweizer Charts sowie Platz zehn jeweils in Norwegen und Schweden. Auf der B-Seite befindet sich der Song It Just Doesn’t Matter. Eine Extended Version mit 6:27 Minuten Länge erschien ebenfalls auf der 12″-Maxisingle sowie mit einer Länge von 6:34 Minuten auf dem Album. Weitere ähnlich lange Versionen wurden als Extended Mix oder New Extended betitelt und erschienen auch auf diversen Kompilationen.

## Musikvideo
Das Musikvideo wurde in Paris gedreht und zeigt Jones in der Stadt und in einem Park.

## Coverversionen
1985 zitierte Purple Schulz das Lied in seinem Song Verliebte Jungs. Weitere Coverversionen existieren unter anderem von Milk & Sugar (What Is Love (Anyway)) sowie von Jason Donovan und von Barbara Dickson.